# Cliffortia varians
Cliffortia varians är en rosväxtart som beskrevs av August Henning Weimarck. Cliffortia varians ingår i släktet Cliffortia och familjen rosväxter. Inga underarter finns listade i Catalogue of Life.